# Turrillas
Turrillas ist ein Ort und eine spanische Gemeinde in der Comarca Filabres-Tabernas der Provinz Almería in der Autonomen Gemeinschaft Andalusien. Die Bevölkerung von Turrillas bestand im Jahr 2024 aus 268 Einwohnern. 

## Geografie
Turrillas liegt im Landesinneren der Provinz Almería in einer Höhe von ca. 845 m. Die Provinzhauptstadt Almería liegt in etwa 26 Kilometer südwestlicher Entfernung. 

## Bevölkerungsentwicklung
| Jahr      | 1970 | 1981 | 1991 | 2001 | 2011 | 2021 |
| Einwohner | 405  | 320  | 290  | 249  | 233  | 260  |

## Sehenswürdigkeiten
- Marienkirche (Iglesia de Santa María)

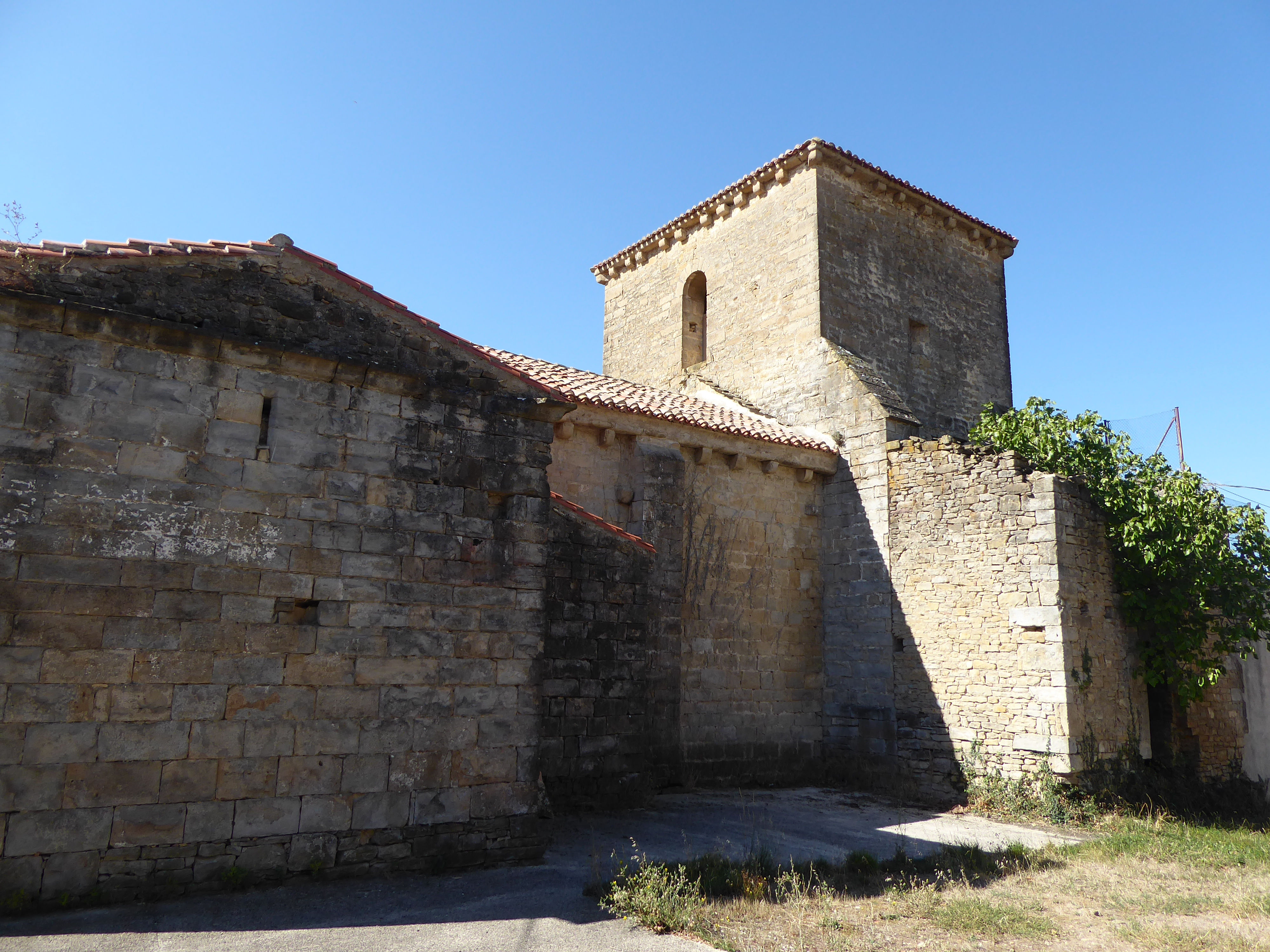
Marienkirche